# Faustina Kowalska
Santa Maria Faustina Kowalska (Głogowiec, Łódź, 25 de agosto de 1905 – Cracóvia, 5 de outubro de 1938) foi uma freira e mística polaca. Atualmente é venerada como santa pela Igreja Católica, conhecida simplesmente por Santa Faustina.
Apelidada por Jesus a Apóstola (Diário 1142) ou Secretária da Divina Misericórdia (965, 1160, 1275, 1605, 1693, 1784), é considerada pelos teólogos como fazendo parte de um grupo dos mais notáveis místicos do Cristianismo. Sua missão foi preparar o mundo para a segunda vinda de Cristo (429, 625, 635, 1155, 1732; cf. 848).
Entrou para a vida religiosa em 1924 na Congregação das Irmãs de Nossa Senhora da Misericórdia. Seu confessor, Beato Miguel Sopoćko, exigiu de Santa Faustina que ela escrevesse as suas vivências em um diário espiritual. Este diário compõe-se de alguns cadernos. Desta forma, não por vontade própria, mas por exigência de seu confessor, ela deixou a descrição das suas vivências místicas, que ocupa algumas centenas de páginas. Faleceu em 5 de outubro de 1938.
A sua canonização aconteceu em 30 de abril de 2000, pelas mãos do Papa São João Paulo II, de quem também conseguiu a instituição da Festa da Divina Misericórdia.

## Infância e adolescência
Santa Faustina, nascida Helena Kowalska, veio ao mundo em 1905 no seio de uma pobre família camponesa no lugarejo de Głogowiec, a oeste de Łódź na Polônia. Ela foi batizada pelo Pe. Józef Chodyński na igreja de São Casimiro em Świnice Warckie dois dias após seu nascimento, em 27 de agosto. Seus padrinhos foram Konstanty Bednarek e Marianna Szewczyk. Foi a terceira dos dez filhos do casal Stanislaus, carpinteiro e agricultor, e Marianna Kowalska, que os educaram com grande disciplina espiritual. Muito pobres, só foi possível a Faustina que completasse três anos de estudos. Ela e suas irmãs tinham, por exemplo, apenas um bom vestido que tinham de revezar para ir às missas, cada uma assistia, portanto, a uma missa diferente.
Aos 9 anos fez sua Primeira comunhão na Igreja de São Casimiro. Aos 16 anos de idade, deixou a casa dos pais e rumou para Aleksandrów, perto de Łódź, onde trabalhou como doméstica na casa de amigos da família Bryszewski a fim de sustentar-se e ajudar a família financeiramente. Em 1922, aos 17 anos, viajou a Łódź e durante um ano trabalhou na loja de Marejanna Sadowska.

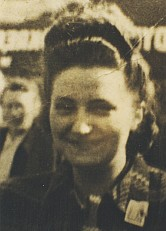
Santa Faustina com 18 anos de idade

Aos 18 anos Faustina, que já sentia uma vocação religiosa desde os 7, manifestou o desejo de ingressar em um convento, porém seus pais não permitiram. Faustina conta em seus diários que em 1924, aos 19 anos, ao ir a um baile com sua irmã Josefina, teve uma experiência que mudaria sua vida. Estava dançando quando viu Jesus coberto de chagas parado junto a si, então ele lhe disse: Até quando hei de ter paciência contigo? Até quando tu me enganarás?
Faustina disfarçou o acontecido para que sua irmã não percebesse e, assim que pode, abandonou discretamente o baile e dirigiu-se até a Catedral de São Estanislau Kostka , lá ela pediu ao Senhor, em oração profunda, que lhe mostrasse o caminho a ser seguido, ao que escutou uma voz que lhe dizia: Vá imediatamente a Varsóvia, lá entrarás em um convento.
Na manhã seguinte, apenas com a roupa do corpo, sem a permissão de seus pais e tendo despedido-se apenas de uma de suas irmãs, tomou um trem em direção a Varsóvia com a intenção de entrar em um convento, sem conhecer ninguém na cidade. Ao chegar em Varsóvia, ela entrou na primeira igreja que encontrou, tratava-se da Igreja de São Tiago situada na rua Grojeka, assistiu à missa e ao final pediu orientação ao Padre Dabrowski que a recomendou que procurasse a senhora Lipszcowa, uma pessoa muito católica com quem veio a hospedar-se enquanto procurava um convento.
Tentou ingressar em vários conventos, porém sempre sendo recusada devido às suas condições financeiras e à sua escolaridade. Em uma destas tentativas teria sido recusada com a frase não precisamos de domésticas aqui. Depois de várias semanas de busca, a Madre Superiora do convento das Irmãs de Nossa Senhora da Misericórdia decidiu lhe dar uma chance com a condição de que pagasse pelo ingresso, o que a levou a trabalhar como doméstica por um ano, período em que fazia depósitos na conta do convento até que completasse o montante exigido.
Faustina não sabia nada sobre o convento junto ao qual estava ingressando, apenas havia sido levada até lá. Entretanto, fora advertida de que ingressaria no convento como uma "irmã leiga" e que, devido ao seu nível de escolaridade, seria provável que não atingisse níveis mais elevados dentro da ordem e que seus deveres para sempre consistiriam em atividades relacionadas à cozinha, limpeza e jardinagem. Em 30 de abril de 1926, aos 20 anos, ingressou no convento adotando o nome de Maria Faustina do Santíssimo Sacramento. O nome Faustina significa abençoada, afortunada e pode ser uma referência ao mártir cristão Faustinus.
Segundo conta em seus diários, poucas semanas depois de seu ingresso no convento, teve a tentação de abandoná-lo. Chegou a procurar a Madre Superiora, porém não encontrou-a, retirando-se então para seu dormitório. Lá teve uma visão de Jesus, com seu rosto desfigurado por conta das chagas. Ela questionou-o: "Jesus, quem te feriu tanto?" Jesus respondeu: "Esta é a dor que me causarias se tivesses abandonado este convento. É para cá que eu te trouxe e não para outro; e tenho preparadas para ti muitas bênçãos." Ela compreendeu que o plano de Deus para ela era que ficasse ali. Neste convento trabalhou na cozinha e foi encarregada de cuidar da Madre Barkiewez durante sua enfermidade, bem como de limpar seu quarto.
Em abril de 1928 fez votos como freira, seus pais estiveram presentes na cerimônia. Um ano mais tarde Faustina foi enviada a um convento de Vilnius, Lituânia, onde também trabalhou como cozinheira, ficou por pouco tempo, mas retornou ao local mais tarde, ocasião em que encontrou com Michał Sopoćko, que apoiou sua missão. Um ano depois de seu retorno de Vilnius, em maio de 1930, ela foi transferida para um convento em Płock na Polônia, onde ficou por cerca de 5 anos. Faustina foi freira por uma década, falecendo em outubro de 1938.

## Vida religiosa

### As aparições de Jesus Misericordioso

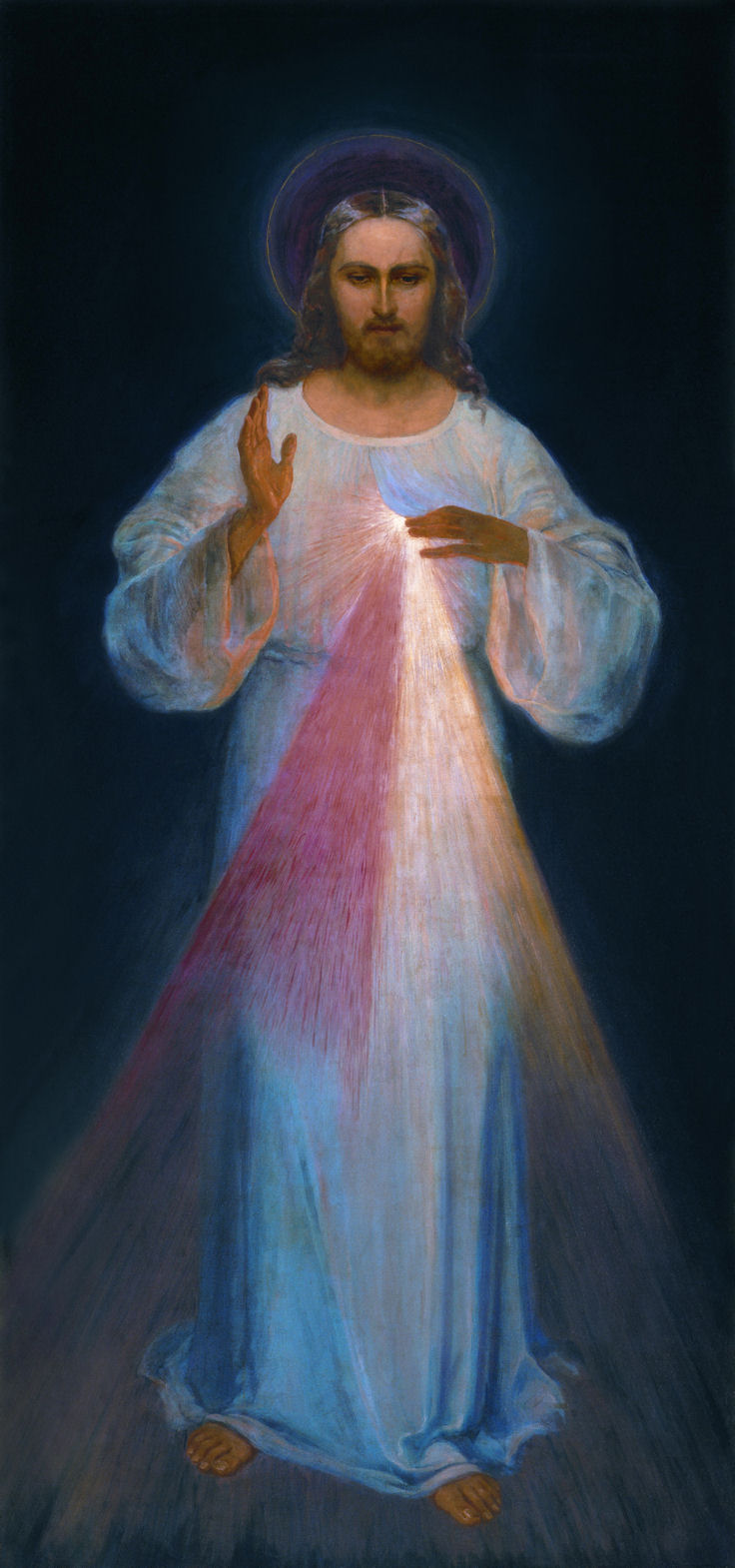
Jesus Misericordioso conforme se manifestou a Santa Faustina Kowalska

No outono do ano em que Faustina chegou em Płock, apareceram os primeiros sinais de tuberculose e por conta disso ela foi mandada para uma fazenda de propriedade de sua ordem religiosa com o intento de recuperar-se. Depois de refeita, ela retornou ao convento em Płock.
Em 22 de fevereiro de 1931, Irmã Faustina relatou, em seus diários (diário I, sessões 47, 48 e 49), ter tido a primeira revelação de Jesus enquanto Rei da Divina Misericórdia em seu quarto. Segundo ela, Jesus apareceu vestido de branco e de seu coração emanava feixes de luz vermelho e branco. Entre outras coisas, Jesus pediu-lhe que pintasse uma imagem sua, fiel à imagem que se mostrava a ela, tal imagem deveria conter a inscrição Jesus, eu confio em vós. Jesus manifestou a vontade de que esta imagem fosse venerada primeiro em sua capela, posteriormente no mundo todo e solenemente no domingo que sucede ao domingo de Páscoa, Jesus ainda teria dito a ela que quem quer que venerasse tal imagem seria salvo. Por não saber pintar, Faustina solicitou ajuda das irmãs de seu convento, contudo não recebeu nenhum auxílio.
Em novembro de 1932 Faustina retorna a Varsóvia para, em maio de 1933, tomar os votos definitivos como freira em Łagiewnike e tornar-se Irmã Perpétua de Nossa Senhora da Misericórdia.

### Vilnius: o encontro com BeatoMiguel Sopoćko
No fim de maio de 1933, Faustina foi transferida para Vilnius para que trabalhasse no jardim e cultivasse a horta. Ela permaneceu na cidade por 3 anos (até 1936). O convento em Vilnius tinha, à época, apenas 18 irmãs e consistia em alguns poucos casebres dispersos.
Pouco depois de chegar a Vilnius, Faustina encontrou o Padre Sopoćko, o recém-nomeado confessor das freiras do convento e professor de teologia na Universidade de Vilnius.

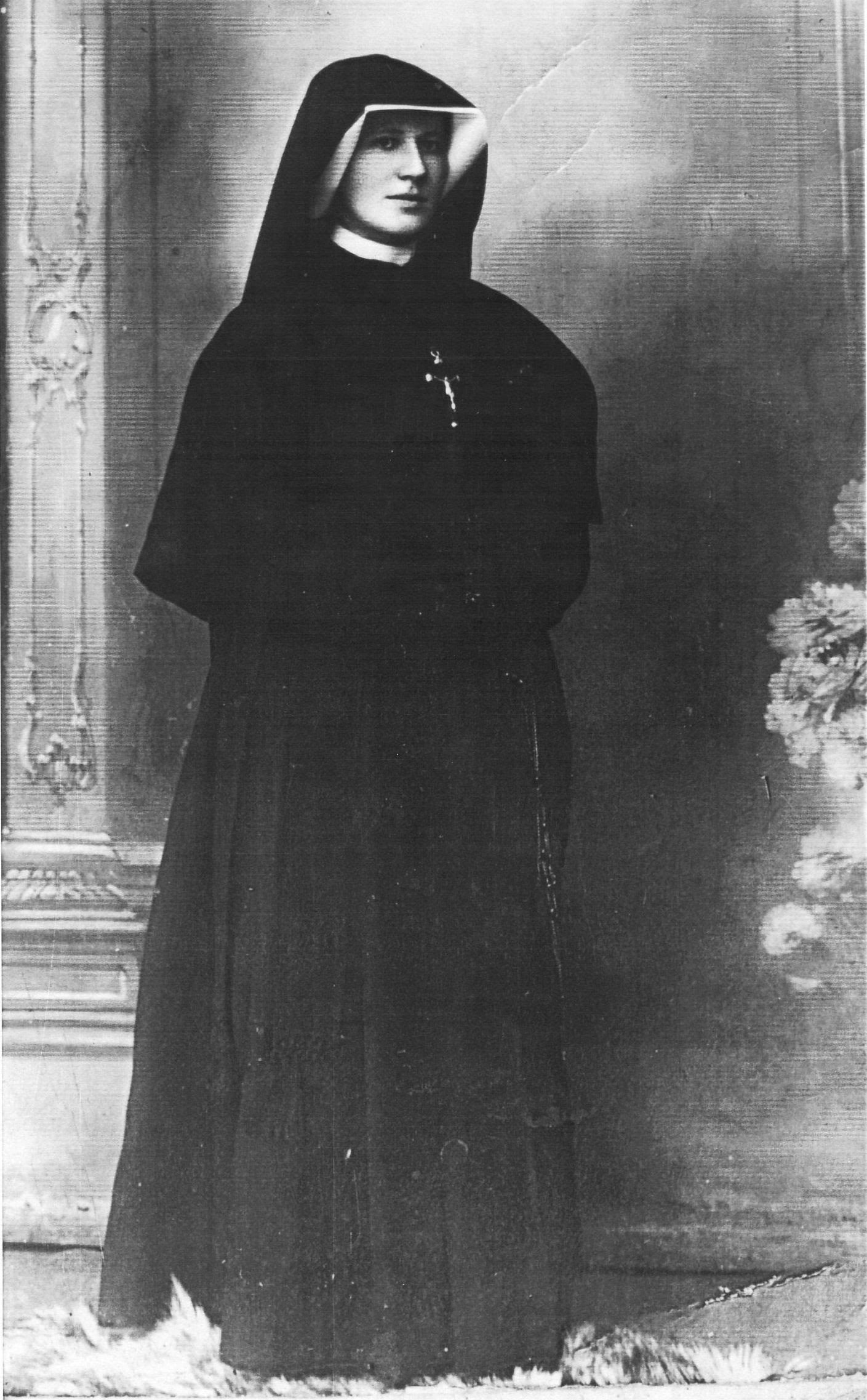
Retrato de Santa Faustina ainda jovem freira.

Quando Faustina fez sua primeira confissão com Sopoćko, ela lhe contou sobre sua conversa com Jesus e sobre a missão da qual estava incumbida. Depois de algum tempo, Sopoćko insistiu que Faustina fosse submetida a uma avaliação psiquiátrica completa pela Dra. Helena Maciejewska ao que foi declarada completamente sã.
Depois disso, Sopoćko teve confiança em Faustina e passou a assisti-la em seus esforços. Ele aconselhou-a a escrever um diário para que registrasse as mensagens que recebia e conversas que tinha com Jesus. Faustina contou a Sopoćko sobre a imagem da Divina Misericórdia e em janeiro de 1934 ele a apresentou ao artista plástico Eugene Kazimierowski que era também professor na Universidade de Vilnius
Foi apenas em Vilnius, três anos depois de ter tido a visão que a incumbiu da missão de produzir o quadro da Divina Misericórdia, que Faustina conseguiu que, sob sua orientação em conjunto com Padre Sopoćko, o pintor Eugene Kazimiroski realizasse a pintura do quadro. Esta seria a única imagem da divina Misericórdia que Faustina conheceria. O quadro foi finalizado em junho de 1934 e sua imagem venerada publicamente em Ostra Brama entre 26 e 28 de abril de 1935, sendo a primeira imagem feita representando o Senhor da Misericórdia. Entretanto, a imagem que tornou-se famosa no mundo inteiro foi realizada pelo pintor Adolf Hyła, feita em agradecimento pela salvação de sua família da guerra.
Enquanto estava em Vilnius, Faustina previu que sua mensagem da Divina Misericórdia seria suprimida por algum tempo ao ponto de parecer ter sido feita em vão, mas que seria aceita novamente. Em 8 de fevereiro de 1935 ela escreveu no seu diário I, sessão 378: Virá um tempo em que este trabalho, que Deus quer muito que seja realizado, será como que totalmente desfeito. Depois Deus agirá com tal poder, que dará evidências de sua autenticidade. Sua profecia se cumpriu: 20 anos depois, em 1959, suas mensagens foram suprimidas pelo Vaticano e reaceitas em 1966.

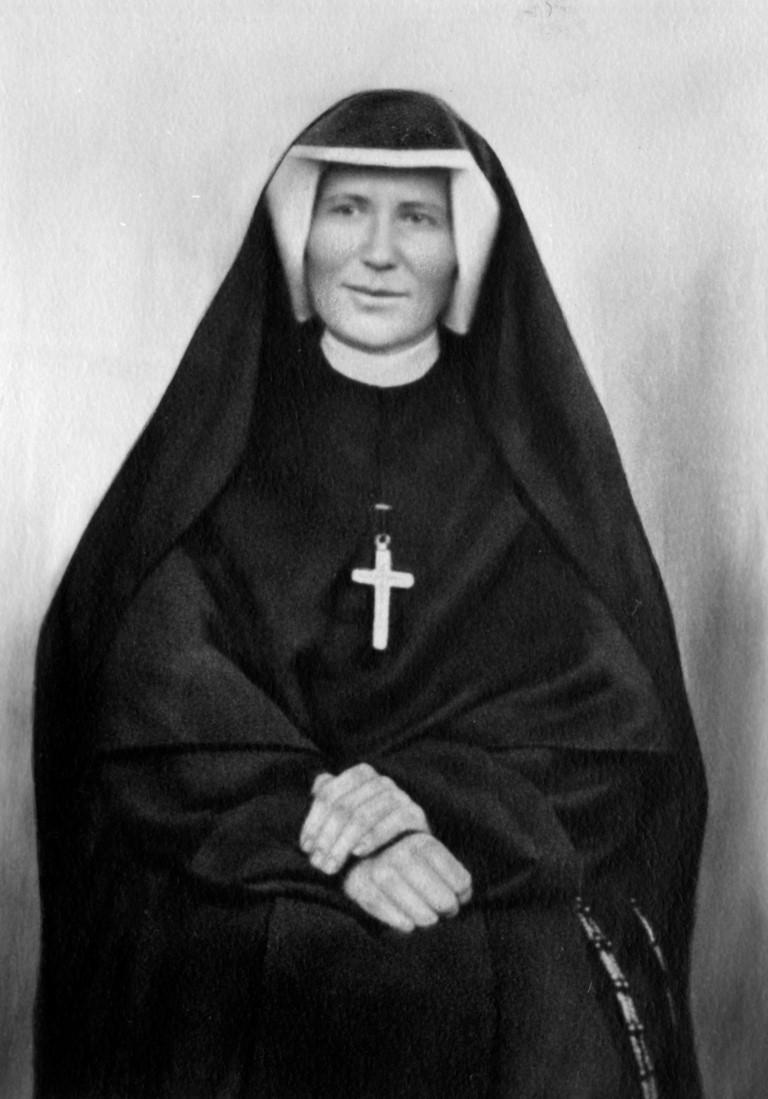
Retrato de Santa Faustina com o seu hábito religioso.

Faustina escreveu em seu diário I, sessão 414, que na sexta-feira, dia 19 de abril de 1935, Jesus disse a ela que queria que a imagem da Divina Misericórdia fosse venerada publicamente. Na sexta-feira seguinte, Padre Sopoćko realizou o primeiro sermão em honra da Divina Misericórdia, Faustina assistiu ao sermão. Entretanto, a primeira vez em que a imagem da Divina Misericórdia foi exibida foi em 28 de abril de 1935, no segundo domingo depois da Páscoa e também foi assistida por Faustina, esta também foi a data em que se celebrou a redenção do Papa Pio XI. Padre Sopoćko conseguiu permissão junto ao Arcebispo Jałbrzykowski para que a imagem da Divina Misericórdia fosse exibida na igreja em Vilnius durante a missa daquele domingo e celebrou, ele mesmo, aquela missa
Ainda em Vilnius, naquele mesmo ano, Faustina escreveu (diário I, sessão 476) a respeito de uma visão envolvendo o Terço da Divina Misericórdia. Faustina escreveu que o propósito das orações do terço é trino: obter misericórdia, confiar na misericórdia de Cristo, e mostrar misericórdia para com os outros.
Pouco depois, Faustina escreveu as regras para uma nova congregação religiosa de natureza contemplativa e devotada à Divina Misericórdia. Ela chegou a visitar uma casa em Vilnius que ela disse ter visto em uma de suas visões como sendo o lugar do primeiro convento de tal congregação.
No início do ano seguinte, Faustina foi ter com o Arcebispo Jałbrzykowski para discutir a nova congregação para a Divina Misericórdia. Contudo, ele a relembrou de que seu voto para com sua congregação era um voto perpétuo.Faustina: The Apostle of Divine Mercy by Catherine M. Odell 1998 ISBN 0-87973-923-1 pages 103-119</ref> Faustina contou aos seus superiores que estava pensando em deixar sua ordem para iniciar uma nova ordem especialmente devotada à Divina Misericórdia, entretanto ela foi transferida para Walendow (Nadarzyn), a sudoeste de Varsóvia.

### Os últimos anos em Cracóvia
No verão de 1936, Padre Sopoćko escreveu seu primeiro trabalho sobre a devoção à Divina Misericórdia e o Arcebispo Jałbrzykowski providenciou a impressão. A brochura trazia a imagem da Divina Misericórdia na capa e Sopoćko enviou alguns exemplares para Faustina em Varsóvia. Ainda naquele ano, Faustina adoeceu provavelmente de tuberculose. Retirou-se para o sanatório de Pradnik, Cracóvia. Ela continuou dedicando muito tempo à oração, recitando o terço e orando pela conversão dos pecadores. Os dois últimos anos da sua vida foram dedicados à oração e às anotações em seu diário.
Faustina escreveu em seu diário III (sessão 1044, em 23 de março de 1937) que teve uma visão na qual a Festa da Divina Misericórdia seria celebrada na sua capela local e seria assistida por uma multidão de fiéis e que a mesma cerimônia também teria lugar em Roma e seria conduzida pelo Papa.

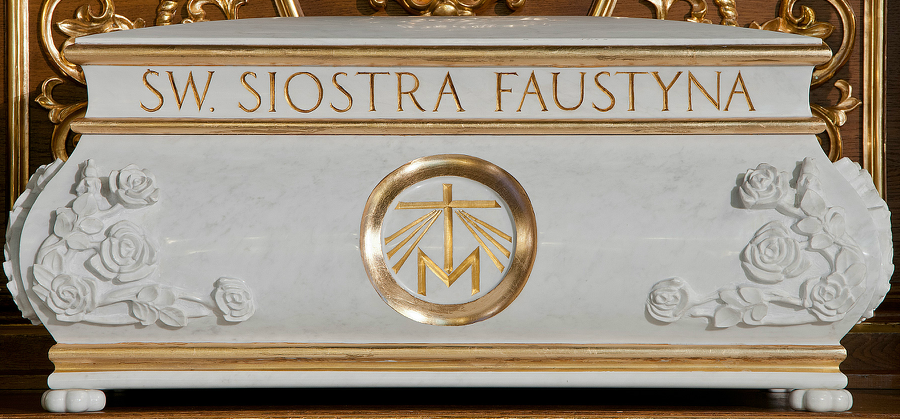
O túmulo de Santa Faustina

Em 1937, Faustina recebeu uma mensagem de Jesus com instruções sobre a Novena da Divina Misericórdia, Sopoćko solicitou que Faustina a transcrevesse. Aquele ano foi marcado pela divulgação das mensagens da Divina Misericórdia, foram impressos os primeiros cartões com a imagem da Divina Misericórdia, também foi publicado um panfleto intitulado Cristo, o Rei da Misericórdia que incluía o terço, a novena e a litania da Divina Misericórdia. A superiora de Faustina, Madre Irene, mostrou os panfletos a ela, enquanto Faustina repousava em sua cama.
Ao final de 1937, a saúde de Faustina se deteriorou, suas visões se intensificaram e, no ano seguinte, teve que retornar ao sanatório de Pradnick para o que seria sua última internação no local, nesse período já não conseguia escrever. Por volta de um ano mais tarde, Padre Sopoćko a visitou no sanatório, encontrando-a com a saúde muito debilitada, mas absorta em êxtase enquanto orava. Logo depois, ela foi levada de volta para Cracóvia para esperar a morte e ainda e lá recebeu a última visita de Padre Sopoćko. Em 5 de outubro de 1938, Faustina fez sua última confissão e morreu aos 33 anos, 13 anos depois de entrar no convento. Seu corpo foi sepultado dois dias depois, durante a Festa de Nossa Senhora do Rosário no cemitério da Comunidade de Cracóvia e, em 1966, foi transladado para a Basílica da Divina Misericórdia em Cracóvia, Polônia.

## Devoção à Divina Misericórdia

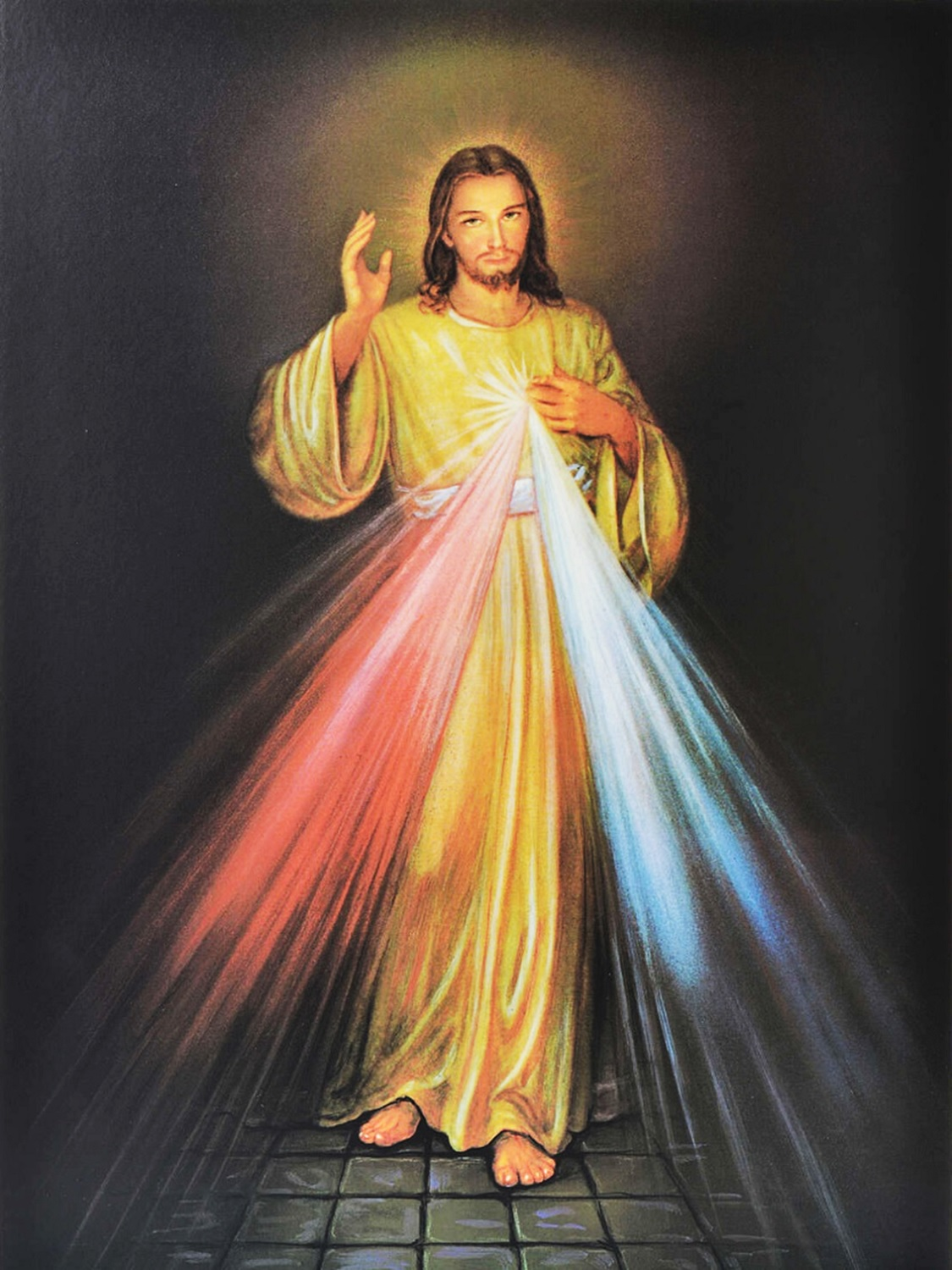
Jesus, eu confio em Vós! Imagem de Jesus Misericordioso que se tornou mais conhecida em todo o mundo.

### Popularização e supressão
Antes de sua morte, Faustina previu que haverá uma guerra, uma guerra muito terrível e pediu às Irmãs que rezassem pela Polônia. Um ano depois da morte de Faustina, quando o Arcebispo Jałbrzykowski constatou que suas previsões haviam se concretizado, ele permitiu o acesso público à imagem da Divina Misericórdia, o que resultou em enormes aglomerações e espalhou a devoção à Divina Misericórdia.
Jałbrzykowski foi preso pelos nazistas em 1942, mas Padre Sopoćko conseguiu esconder-se durante dois anos perto de Vilnius, período durante o qual ele estabeleceu uma nova congregação baseada nas mensagens da Divina Misericórdia confiadas à Faustina. Finda a guerra, Sopoćko escreveu a constituição da congregação e ajudou na formação do que hoje é a Congregação das Irmãs da Divina Misericórdia. Treze anos depois do falecimento de Faustina, já havia 150 centros da Divina Misericórdia na Polônia.
Depois da morte de Santa Faustina, as freiras de seu convento enviaram seus escritos para o Vaticano, já que até 1966, qualquer visão de Jesus e de Maria Santíssima precisavam de aprovação da Santa Sé antes de serem tornadas públicas. Após uma tentativa malograda de persuadir o Papa Pio XII de assinar uma condenação das visões e da obra escrita de  Faustina, o Cardeal Alfredo Ottaviani tentou junto ao Santo Ofício, que o Papa seguinte, João XXIII, colocasse os seus escritos no Índice dos Livros Proibidos e condenasse a devoção à Divina Misericórdia em 1959, até que houvesse uma melhor pesquisa sobre os seus escritos para serem permitidos para serem liberados à imprensa. A principal preocupação era com problemas de tradução dos escritos originais em polonês, interpretações teológicas mal compreendidas e excessiva ênfase nas visões privadas, como, por exemplo, a ideia de que a devoção à Divina Misericórdia poderia substituir os sacramentos da Igreja, o que não era um propósito dessa devoção.
O mesmo Papa, João XXIII, assinou um decreto que incluía os diários de Faustina na lista de livros proibidos, assim como foi mencionado anteriormente, e a devoção da Divina Misericórdia foi proibida e o Padre Miguel Sopoćko sofreu uma severa reprimenda, tendo sua obra também proibida e, assim como a obra de Santa Faustina e a devoção à Divina Misericórdia, permaneceu assim até que o decreto fosse abolido, em 14 de junho de 1966, pelo Papa Paulo VI. A despeito da proibição, o arcebispo de Cracóvia permitiu que as freiras deixassem a imagem original na capela, de forma que pudessem praticar a devoção.
Karol Wojtyla, que veio a tornar-se Papa (João Paulo II), era Arcebispo de Cracóvia em 1965, quando abriu uma nova investigação entrevistando testemunhas e reportou abundante documentação ao Vaticano, solicitando o início do processo de beatificação de Faustina, o processo seria iniciado em 1968.

## Beatificação e canonização

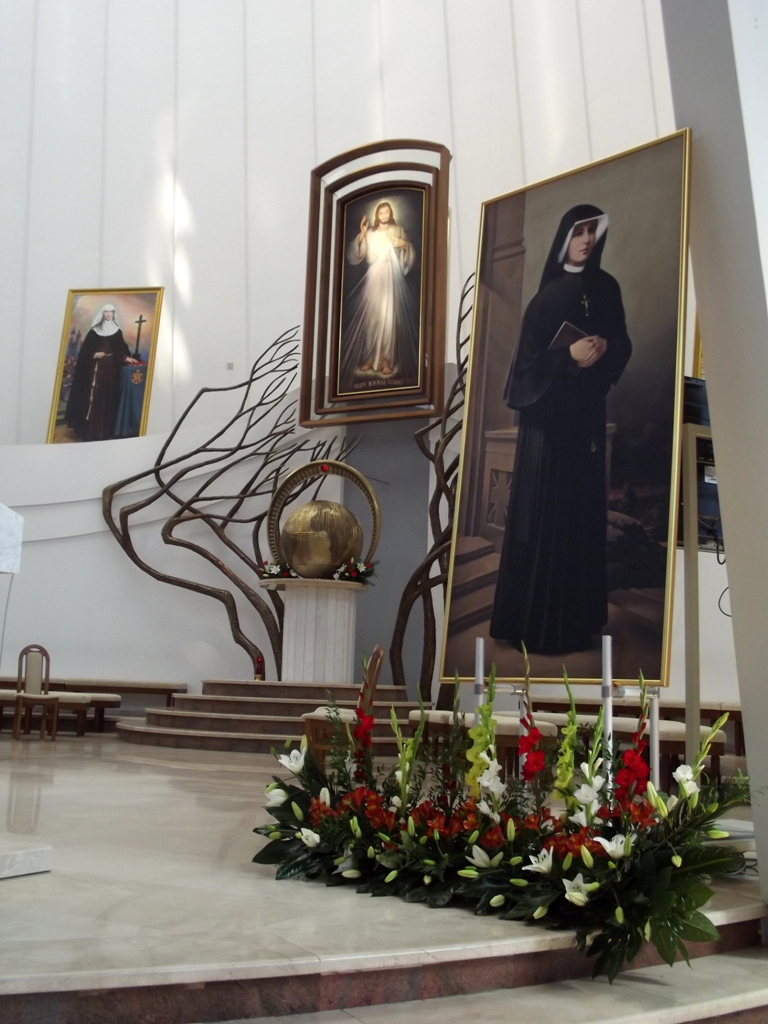
Pintura com retrato de Santa Faustina no altar principal do Santuário da Divina Misericórdia em Cracóvia, na Polónia.

Em 1978, ano em que João Paulo II assumiu o papado, o Vaticano publicou uma nota esclarecendo que o banimento dos diários de Faustina, e por extensão da Devoção da Divina Misericórdia, deu-se devido a um mal-entendido causado por erros de tradução do polonês para o italiano e da posterior dificuldade de comunicação devido à Segunda Guerra Mundial e à posterior era comunista.
A formal beatificação de Faustina envolveu o caso da americana Maureen Digan. Em março de 1981, Digan relatou ter sido curada enquanto rezava junto à tumba de Santa Faustina. Ela sofria de linfedema há décadas, já havia sido submetida a dez operações incluindo a amputação de uma perna.
Os relatos de Digan dão conta de que, ao rezar junto ao túmulo de Faustina, ela teria escutado uma voz dizendo me peça ajuda e eu te ajudarei, então sua constante dor teria cessado. Segundo Digan, depois de dois dias, seus sapatos tornaram-se largos pois seu corpo teria parado de reter líquido. Ao retornar para os EUA, cinco médicos declararam que ela havia sido inexplicavelmente curada. O caso foi declarado milagre pelo Vaticano em 1992 num processo baseado em relatos de testemunhas das condições de saúde de Digan. Outro milagre, acontecido no aniversário da morte de Santa Faustina, em 5 de outubro de 1995, consiste na cura de um problema congênito de coração que acometia o Padre Pytel.
Em 18 de abril de 1993, João Paulo II declarou Maria Faustina Kowalska com o título de "Beata" diante de uma multidão de devotos da Divina Misericórdia que ocupavam a Praça de São Pedro no Vaticano. Foi canonizada em 30 de abril de 2000. O Papa João Paulo II presidiu a cerimônia de canonização diante de uma multidão de peregrinos da Divina Misericórdia. Tanto a cerimônia que tornou Santa Faustina a primeira Santa canonizada no terceiro milênio quanto a cerimônia de beatificação foram realizadas no segundo domingo de Páscoa (o domingo seguinte ao domingo de Páscoa), dia que a Igreja Católica estabeleceu como Domingo da Divina Misericórdia.
Do legado de Santa Faustina surgiu a devoção à Divina Misericórdia. Esta devoção considera que a principal prerrogativa de Jesus é a misericórdia e que esta é a última tábua de salvação. Acessa-se a misericórdia pela confiança. Esta devoção é constituída pela mensagem da Divina Misericórdia, a Coroa da Divina Misericórdia, a imagem da Divina Misericórdia e a Festa da Divina Misericórdia.
Entre 1999 e 2002, foi construído o Santuário da Divina Misericórdia, em Cracóvia, consagrado em 2002 pelo Papa João Paulo II. A basílica do local abriga o túmulo de Santa Faustina Kowalska.

## Promessas da Divina Misericórdia
1 - Pela veneração da imagem, a alma que venera essa imagem não perecerá;
2 - Pela imagem, a alma será defendida como glória de Cristo;
3 - Pela imagem, terá um vaso com o qual pode buscar graças na fonte da Misericórdia;
4 - Pela imagem, a alma que vive à sombra [dos raios da Misericórdia] não será atingida pelo braço da justiça de Deus;
5 - Pela Hora da Divina Misericórdia (D. 1320), nada será negado à alma que o peça pelos méritos da Sua Paixão;
6 - Pela Divulgação da Divina Misericórdia, durante toda a vida, a alma será defendida por Cristo como uma terna mãe defende seu filhinho e, na hora da morte, Ele não será, para elas, Juiz, mas o Salvador Misericordioso;
7 - Por se aproximar da Fonte da Vida no dia da Festa da Divina Misericórdia, alcançará perdão total das culpas e das penas;
8 - Pela Novena, as almas apresentadas a Cristo (as mencionadas na novena) receberão força, alívio e todas as graças de que necessitam nas dificuldades da vida e, especialmente, na hora da morte;
9 - Pelo Terço da Divina Misericórdia, serão envolvidas pela Sua Misericórdia durante a sua vida e, de modo particular, na hora da morte;
10 - Pelo Terço da Divina Misericórdia, Cristo se compraz em dar tudo o que Lhe peçam;
11 - Pelo Terço da Divina Misericórdia, os pecadores empedernidos (quando o rezem) terão suas almas preenchidas de paz, e a hora da sua morte será feliz;
12 - As almas que recorrem à Divina Misericórdia e as almas que a glorificam e anunciam, na hora da morte, serão tratadas de acordo com a Sua infinita misericórdia.

## Leituras recomendadas
- Faustina Kowalska, Santa; Diário - A Misericórdia Divina na minha alma. Curitiba: Apostolado da Divina Misericórdia.
- Bergadano, Elena; Faustina Kowalska - A Mensageira da Divina Misericórdia. Lisboa: Paulinas Editora.
- Laria, Raffaele; Santa Faustina e a Divina Misericórdia. Lisboa: Paulus Editora.